# Université Saints-Cyrille-et-Méthode de Skopje
L’université Saints-Cyrille-et-Méthode de Skopje (macédonien : Универзитет „Св. Кирил и Методиј“ - Скопје) est la plus grande université de la Macédoine du Nord. Elle porte le nom des saints Cyrille et Méthode, inventeurs du glagolithique et évangélisateurs des Slaves. Elle compte 25 220 étudiants, dont 700 étudiants étrangers, pour 2 390 professeurs.
La langue principale d'instruction est le macédonien, mais certains cours sont aussi conduits en anglais, en allemand, en français et dans des langues minoritaires du pays, comme l'albanais.

## Départements et facultés
L'université est divisée en 25 facultés et en 10 instituts de recherche. Il y a des facultés de philosophie, de philologie, de sciences naturelles et de mathématiques, de sciences agricoles, de sylviculture, de médecine, deux de pédagogie, d'architecture, de génie civil, d'économie, de droit, de génie mécanique, d'électricité, de technologie et de métallurgie, d'odontologie, de musique, d'art dramatique, d'éducation physique, de pharmacie, de géologie, de Beaux-Arts, de médecine vétérinaire, de design et d'informatique.
Il y a des instituts de recherche en agriculture, en histoire naturelle, en étude du folklore, en élevage, en économie, en langue macédonienne, en sociologie, en politique, en droit, en sismologie, en théologie et en littérature macédonienne.

## Histoire
En 1944, lors de la troisième session de l'Assemblée anti-fasciste pour la libération du peuple macédonien (ASNOM), est planifié l'ouverture d'une université macédonienne. Au début de l'année 1945, le projet est concrétisé et la faculté de philosophie est inaugurée le 29 novembre 1946. 58 étudiants s'inscrivent pour la première année, et 907 pour la suivante. De nouvelles facultés sont rapidement créées et le premier institut de recherche est fondé en 1948. L'université est en 1960 la troisième plus grande de Yougoslavie.
Le campus originel est particulièrement touché par le tremblement de terre qui touche Skopje en 1963. Quelques-uns des meilleurs laboratoires yougoslaves sont totalement détruits. Un nouveau campus, plus grand, est rapidement construit, notamment grâce à l'aide de l'Unesco.
En 2000, le Parlement macédonien a adopté une loi sur l'éducation supérieure. Celle-ci introduit les standards européens dans l'université.

## Personnalités liées à l'université

### Étudiants
- Boris Trajkovski, 2e président de la République de Macédoine
- Branko Crvenkovski, 3e président de la République de Macédoine
- Gjorge Ivanov, 4e président de la République de Macédoine
- Nikola Gruevski, président du gouvernement de la République de Macédoine
- Vlado Bučkovski, président du gouvernement de la République de Macédoine
- Ljubčo Georgievski, président du gouvernement de la République de Macédoine
- Lazar Elenovski, ministre de la Défense
- Slavčo Koviloski, écrivain macédonien.